# Fokylides
Fokylides (grekiska Φωκυλίδης ὁ Μιλήσιος, Fokylides ho Milesios, latin Phocylides) var en forngrekisk skald från Miletos. Han levde omkring 540 f.Kr. Av hans skaldestycken, som tillhörde den så kallade gnomiska diktarten (dvs. korta, i poetisk form avfattade tänkespråk), återstår blott några fragment (samlade i Theodor Bergks Poëtae lyrici graeci), vilka utmärker sig genom okonstlad form och kärnfullt innehåll. Den metriska formen är dels oblandad hexameter, dels elegiskt distikon. En sedelärande dikt av större omfång som tillskrivits Fokylides är oäkta.